# OSS/BSS
OSS/BSS (англ. Operation Support System/Business Support System — система поддержки операций/система поддержки бизнеса, иногда BOSS, BSS/OSS, B/OSS) в электросвязи — общее наименование для категории прикладного программного обеспечения внутренних бизнес-процессов операторов связи.

## OSS
Подкатегория OSS (англ. Operation Support System, система поддержки операций) относится к программному обеспечению, взаимодействующему с телекоммуникационной средой: сетями электросвязи, коммутационным оборудованием, АТС, аппаратными комплексами обеспечения связи и предназначенному для поддержки эксплуатации телекоммуникационных систем предприятия связи (поэтому данный класс программного обеспечения фигурирует также как системы эксплуатационной поддержки). Основные функциональные возможности OSS покрывают проблематику учёта и планирования телекоммуникационных ресурсов (например, номерных ёмкостей, трафика), управление предоставлением услуг (англ. service delivery software), управление показателями и уровнем качества услуг. К функциональным задачам OSS также относятся контроль мошенничества на уровне телекоммуникационных данных (англ. fraud control software), прогнозирование и обеспечение спроса на услуги (англ. service provisioning software). Программные решения, отвечающие за непосредственное сопряжение программной инфраструктуры оператора с телекоммуникационной, называются системами медиации (англ. mediation software) и также включаются в категорию OSS.

## BSS
В подкатегорию BSS (англ. Business Support System, система поддержки бизнеса) включается прикладное программное обеспечение поддержки деловых процессов предприятия электросвязи, прежде всего — так или иначе замкнутое на взаимодействие с абонентами — биллинг (поддержка взаиморасчётов с абонентами, выставление счетов, обработка платежей, тарификация), CRM (управление информацией об абонентах, поддержка взаимодействия с ними, продажи, маркетинговый анализ). 